# Punct de criză
Punct de criză (titlu original: Threshold) este un serial de televiziune americano-britanic dramatic științifico-fantastic care a avut premiera pe CBS în septembrie 2005. Produs de Brannon Braga, David S. Goyer și David Heyman, serialul prezintă un proiect secret guvernamental care investighează primul contact cu o specie extraterestră. CBS a anulat serialul la 23 noiembrie 2005, ultimele 4 episoade nefiind transmise la TV. Acestea au fost transmise de Sky 1, un canal britanic deținut de  Sky, care este co-producător al serialului alături de CBS. Întreg serialul a fost lansat pe DVD la 22 august 2006. În România  a fost transmis de Prima TV.

## Distribuție

### Roluri principale
- Carla Gugino ca Dr. Molly Anne Caffrey
- Charles S. Dutton ca J.T. Baylock
- Brent Spiner ca Dr. Nigel Fenway
- Rob Benedict ca Lucas Pegg
- Brian Van Holt ca Sean Cavennaugh
- Peter Dinklage ca Arthur Ramsey

## Legături externe
- Threshold la Internet Movie Database
- Threshold la TV.com
- Threshold Arhivat în 3 martie 2016, la Wayback Machine. la EPisodeWorld.com
- http://www.cinemagia.ro/filme/threshold-punct-de-criza-16150/

## Vezi și
- Invazie extraterestră
- Călătorii în necunoscut
- 2005 în științifico-fantastic